# Paepalanthus bradei
Paepalanthus bradei är en gräsväxtart som beskrevs av Harold Norman Moldenke. Paepalanthus bradei ingår i släktet Paepalanthus och familjen Eriocaulaceae. Inga underarter finns listade i Catalogue of Life.